# Saide Arifova
Saide Arifova, krimska vzgojiteljica, * 1916, Bahčisaraj, † 9. september 2007, Simferopol. 
Bila je krimska Tatarka iz Bahčisaraja na Krimu, ki je med drugo svetovno vojno rešila najmanj 74 judovskih otrok pred nacisti in NKVD.

## Življenje
Med nacistično okupacijo Krima je delala kot ravnateljica vrtca in uspela je ponarediti dokumente ter spremeniti etnično pripadnost judovskih otrok v krimsko tatarsko, jih naučiti govoriti krimsko tatarščino in sprejeti krimsko tatarske običaje. Prav tako je uspela skriti otroke iz sirotišnice v Kerču, ki naj bi jih poslali v Nemčijo na medicinske poskuse. Nacisti so sumili, da je vpletena v njihovo skrivanje, zato so jo mučili, vendar ni izdala nobenih informacij. Kljub temu, da se je upirala nacistom in bila žrtev Gestapa, so jo Sovjeti deportirali v Uzbekistansko SSR, saj so krimski Tatari veljali za krive za sodelovanje z okupatorji. Uspelo pa ji je prepričati NKVD, da so bili otroci Judje, ne krimski Tatari ter jih rešiti pred izgnanstvom. Šele po perestrojki se je vrnila na Krim, kjer je umrla leta 2007.
Več virov trdi, da jo je Jad Vašem razglasil za Pravičnike med narodi, vendar nikjer v njihovi zbirki podatkov ni navedena kot oseba s tem nazivom. Je glavna protagonistka ukrajinskega filma iz leta 2017 Another's Prayer, ki ga je režiral Ahtem Seitablajev, krimskotatarski filmski režiser, rojen v izgnanstvu. Film naj bi snemali na Krimu, a so ga po priključitvi Krima Ruski federaciji leta 2014 posneli v Gruziji in celinski Ukrajini.